# Teobald I Ordelaffi
Teobald I Ordelaffi fou fill de Guillem Ordelaffi. Fou un cap gibel·lí que va participar amb Frederic II al setge de Faenza i Ravenna el 1241. Va obtenir el dret de l'emperador de batre moneda i nomenar magistrats i va rebre com a blasó l'àguila d'or. Era un dels principals ciutadans de Forlì, ciutat fidel a l'emperador. Fou podestà de Faenza el 1274 i el 1301. Els seus fills foren Scarpetta Ordelaffi, Pino I Ordelaffi, Francesc I Ordelaffi i Sinibald (aquest darrer, mort el 1337, fou el pare de Francesc II Ordelaffi).